# Liste des monuments historiques de l'Oise
Cet article recense les monuments historiques de l'Oise, dans les Hauts-de-France, en France.

## Statistiques
Au 21 juillet 2025, l'Oise compte 659 édifices comportant au moins une protection au titre des monuments historiques, dont 270 sont classés et 421 sont inscrits. Le total des monuments classés et inscrits est supérieur au nombre total de monuments protégés car plusieurs d'entre eux sont à la fois classés et inscrits.

## Liste
Du fait du nombre de monuments historiques dans le département, leur liste est divisée en deux sections distinctes :
- Liste des monuments historiques de l'Oise (ouest), correspondant aux arrondissements de Beauvais et Clermont (ouest du département)
- Liste des monuments historiques de l'Oise (est), correspondant aux arrondissements de Compiègne et Senlis (est du département)

En outre, les communes suivantes possèdent leur propre liste :
- pour Beauvais, la liste des monuments historiques de Beauvais
- pour Compiègne, la liste des monuments historiques de Compiègne
- pour Senlis, la liste des monuments historiques de Senlis

La liste suivante permet de trouver l'article correspondant à une commune spécifique (pour autant qu'elle possède au moins une protection) :
| Commune                     | Liste |
| --------------------------- | ----- |
| Achy                        | Ouest |
| Acy-en-Multien              | Est   |
| Agnetz                      | Ouest |
| Allonne                     | Ouest |
| Amblainville                | Ouest |
| Angicourt                   | Ouest |
| Angy                        | Ouest |
| Ansacq                      | Ouest |
| Anserville                  | Ouest |
| Apremont                    | Est   |
| Armancourt                  | Est   |
| Attichy                     | Est   |
| Auchy-la-Montagne           | Ouest |
| Auneuil                     | Ouest |
| Auteuil                     | Ouest |
| Autheuil-en-Valois          | Est   |
| Autrêches                   | Est   |
| Aux-Marais                  | Ouest |
| Avilly-Saint-Léonard        | Est   |
| Avrechy                     | Ouest |
| Bailleul-le-Soc             | Ouest |
| Bailleul-sur-Thérain        | Ouest |
| Balagny-sur-Thérain         | Est   |
| Barbery                     | Est   |
| Baron                       | Est   |
| Beaumont-les-Nonains        | Ouest |
| Beaurepaire                 | Est   |
| Béhéricourt                 | Est   |
| Belle-Église                | Est   |
| Berneuil-en-Bray            | Ouest |
| Berneuil-sur-Aisne          | Est   |
| Béthancourt-en-Valois       | Est   |
| Béthisy-Saint-Martin        | Est   |
| Béthisy-Saint-Pierre        | Est   |
| Bitry                       | Est   |
| Blaincourt-lès-Précy        | Est   |
| Blacourt                    | Ouest |
| Boissy-le-Bois              | Ouest |
| Bonneuil-en-Valois          | Est   |
| Bonneuil-les-Eaux           | Ouest |
| Boran-sur-Oise              | Est   |
| Borest                      | Est   |
| Bornel                      | Ouest |
| Boubiers                    | Ouest |
| Bouconvillers               | Ouest |
| Bouillancy                  | Est   |
| Boullarre                   | Est   |
| Boursonne                   | Est   |
| Boury-en-Vexin              | Ouest |
| Boutencourt                 | Ouest |
| Brenouille                  | Ouest |
| Bresles                     | Ouest |
| Breteuil                    | Ouest |
| Brétigny                    | Est   |
| Breuil-le-Sec               | Ouest |
| Breuil-le-Vert              | Ouest |
| Brunvillers-la-Motte        | Ouest |
| Bury                        | Ouest |
| Caisnes                     | Est   |
| Cambronne-lès-Clermont      | Ouest |
| Cambronne-lès-Ribécourt     | Est   |
| Campremy                    | Ouest |
| Carlepont                   | Est   |
| Catenoy                     | Ouest |
| Catillon-Fumechon           | Ouest |
| Cauffry                     | Ouest |
| Cauvigny                    | Ouest |
| Cernoy                      | Ouest |
| Chamant                     | Ouest |
| Chambly                     | Est   |
| Chantilly                   | Est   |
| Chaumont-en-Vexin           | Ouest |
| Chavençon                   | Ouest |
| Chelles                     | Est   |
| Chepoix                     | Ouest |
| Chevrières                  | Est   |
| Chiry-Ourscamp              | Est   |
| Choisy-au-Bac               | Est   |
| Cinqueux                    | Ouest |
| Cires-lès-Mello             | Est   |
| Clairoix                    | Est   |
| Clermont                    | Ouest |
| Corbeil-Cerf                | Ouest |
| Coudun                      | Est   |
| Couloisy                    | Ouest |
| Courcelles-lès-Gisors       | Ouest |
| Courteuil                   | Est   |
| Courtieux                   | Est   |
| Coye-la-Forêt               | Est   |
| Cramoisy                    | Est   |
| Creil                       | Est   |
| Crépy-en-Valois             | Est   |
| Cressonsacq                 | Ouest |
| Crèvecœur-le-Grand          | Ouest |
| Croutoy                     | Est   |
| Cuise-la-Motte              | Est   |
| Delincourt                  | Ouest |
| Duvy                        | Est   |
| Élincourt-Sainte-Marguerite | Est   |
| Éméville                    | Est   |
| Énencourt-Léage             | Ouest |
| Éragny-sur-Epte             | Ouest |
| Ermenonville                | Est   |
| Ève                         | Est   |
| Feigneux                    | Est   |
| Fitz-James                  | Ouest |
| Flavacourt                  | Ouest |
| Fleurines                   | Est   |
| Fleury                      | Ouest |
| Fontaine-Chaalis            | Est   |
| Fontenay-Torcy              | Ouest |
| Fosseuse                    | Ouest |
| Foulangues                  | Est   |
| Fouquenies                  | Ouest |
| Francières                  | Est   |
| Fresneaux-Montchevreuil     | Ouest |
| Fresne-Léguillon            | Ouest |
| Fresnoy-la-Rivière          | Est   |
| Fresnoy-le-Luat             | Est   |
| Frocourt                    | Ouest |
| Gerberoy                    | Ouest |
| Gilocourt                   | Est   |
| Glaignes                    | Est   |
| Gournay-sur-Aronde          | Est   |
| Gouvieux                    | est   |
| Grandrû                     | est   |
| Grandvilliers               | Ouest |
| Grez                        | Ouest |
| Guignecourt                 | Ouest |
| Guiscard                    | est   |
| Hadancourt-le-Haut-Clocher  | Ouest |
| Hannaches                   | Ouest |
| Hardivillers                | Ouest |
| Haute-Épine                 | Ouest |
| Hautefontaine               | Est   |
| Heilles                     | Ouest |
| Hénonville                  | Ouest |
| Hermes                      | Ouest |
| Hodenc-en-Bray              | Ouest |
| Hondainville                | Ouest |
| Ivors                       | Est   |
| Jaulzy                      | Est   |
| Jaux                        | Est   |
| Jonquières                  | Est   |
| Jouy-sous-Thelle            | Ouest |
| La Chapelle-en-Serval       | Est   |
| La Neuville-d'Aumont        | Ouest |
| La Neuville-en-Hez          | Ouest |
| La Neuville-Roy             | Ouest |
| La Rue-Saint-Pierre         | Ouest |
| Lachapelle-aux-Pots         | Ouest |
| Lachelle                    | Est   |
| Laigneville                 | Ouest |
| Lavilletertre               | Ouest |
| Le Fayel                    | Est   |
| Le Fay-Saint-Quentin        | Ouest |
| Le Hamel                    | Ouest |
| Le Mesnil-en-Thelle         | Est   |
| Le Mesnil-Théribus          | Ouest |
| Le Meux                     | Est   |
| Le Plessier-sur-Saint-Just  | Ouest |
| Le Plessis-Brion            | Est   |
| Léglantiers                 | Ouest |
| Liancourt                   | Ouest |
| Lierville                   | Ouest |
| Litz                        | Ouest |
| Longueil-Sainte-Marie       | Est   |
| Maignelay-Montigny          | Ouest |
| Maimbeville                 | Ouest |
| Mareuil-la-Motte            | Est   |
| Mareuil-sur-Ourcq           | Est   |
| Margny-lès-Compiègne        | Est   |
| Margny-sur-Matz             | Est   |
| Marolles                    | est   |
| Mello                       | Est   |
| Ménévillers                 | Ouest |
| Méru                        | Ouest |
| Mogneville                  | Ouest |
| Monchy-Humières             | Ouest |
| Monneville                  | Ouest |
| Montagny-Sainte-Félicité    | est   |
| Montataire                  | Est   |
| Montépilloy                 | Est   |
| Montgérain                  | Ouest |
| Montherlant                 | Ouest |
| Montjavoult                 | Ouest |
| Mont-l'Évêque               | Est   |
| Montreuil-sur-Brêche        | Ouest |
| Morienval                   | est   |
| Mortefontaine               | Est   |
| Morvillers                  | Ouest |
| Mouchy-le-Châtel            | Ouest |
| Moulin-sous-Touvent         | Est   |
| Mouy                        | Ouest |
| Nampcel                     | Est   |
| Nanteuil-le-Haudouin        | Ouest |
| Néry                        | Est   |
| Neuilly-en-Thelle           | Est   |
| Neuilly-sous-Clermont       | Ouest |
| Nogent-sur-Oise             | Est   |
| Nointel                     | Ouest |
| Noroy                       | Ouest |
| Noyon                       | Est   |
| Ognon                       | Est   |
| Ormoy-Villers               | Est   |
| Orrouy                      | Est   |
| Orry-la-Ville               | Est   |
| Paillart                    | Ouest |
| Parnes                      | Ouest |
| Pierrefonds                 | Est   |
| Pimprez                     | Est   |
| Plailly                     | Est   |
| Plessis-de-Roye             | Est   |
| Ponchon                     | Ouest |
| Pontarmé                    | Est   |
| Pontpoint                   | Est   |
| Pont-Sainte-Maxence         | Est   |
| Pouilly                     | Ouest |
| Précy-sur-Oise              | Est   |
| Pronleroy                   | Ouest |
| Puiseux-le-Hauberger        | Est   |
| Quesmy                      | Est   |
| Rantigny                    | Ouest |
| Raray                       | Est   |
| Ravenel                     | Ouest |
| Reilly                      | Ouest |
| Rémérangles                 | Ouest |
| Remy                        | Est   |
| Ressons-l'Abbaye            | Ouest |
| Ressons-sur-Matz            | Est   |
| Rethondes                   | Est   |
| Reuil-sur-Brêche            | Ouest |
| Rhuis                       | Est   |
| Rieux                       | Ouest |
| Rivecourt                   | Est   |
| Roberval                    | Est   |
| Rocquemont                  | Est   |
| Rosoy                       | Ouest |
| Rousseloy                   | Ouest |
| Roy-Boissy                  | Ouest |
| Roye-sur-Matz               | Est   |
| Rully                       | Est   |
| Russy-Bémont                | Est   |
| Saint-André-Farivillers     | Ouest |
| Saint-Arnoult               | Ouest |
| Saint-Crépin-aux-Bois       | Est   |
| Saint-Crépin-Ibouvillers    | Ouest |
| Sainte-Eusoye               | Ouest |
| Sainte-Geneviève            | Ouest |
| Saint-Étienne-Roilaye       | Est   |
| Saint-Félix                 | Ouest |
| Saint-Germer-de-Fly         | Ouest |
| Saintines                   | Est   |
| Saint-Jean-aux-Bois         | Est   |
| Saint-Léger-aux-Bois        | Est   |
| Saint-Leu-d'Esserent        | Est   |
| Saint-Martin-aux-Bois       | Ouest |
| Saint-Martin-le-Nœud        | Ouest |
| Saint-Maximin               | Est   |
| Saint-Omer-en-Chaussée      | Ouest |
| Saint-Paul                  | Ouest |
| Saint-Pierre-lès-Bitry      | Est   |
| Saint-Remy-en-l'Eau         | Ouest |
| Saint-Sauveur               | Est   |
| Saint-Thibault              | Ouest |
| Saint-Vaast-de-Longmont     | Est   |
| Saint-Vaast-lès-Mello       | Est   |
| Sarcus                      | Ouest |
| Serans                      | Ouest |
| Sérifontaine                | Ouest |
| Silly-le-Long               | Est   |
| Silly-Tillard               | Ouest |
| Sommereux                   | Ouest |
| Songeons                    | Ouest |
| Tartigny                    | Ouest |
| Therdonne                   | Ouest |
| Thibivillers                | Ouest |
| Thiers-sur-Thève            | Est   |
| Thiescourt                  | Est   |
| Thiverny                    | Est   |
| Thourotte                   | Est   |
| Tracy-le-Val                | Est   |
| Tricot                      | Ouest |
| Trie-Château                | Ouest |
| Trie-la-Ville               | Ouest |
| Troissereux                 | Ouest |
| Trumilly                    | Est   |
| Ully-Saint-Georges          | Est   |
| Valdampierre                | Ouest |
| Varinfroy                   | Est   |
| Vauciennes                  | Est   |
| Vaudancourt                 | Ouest |
| Vendeuil-Caply              | Ouest |
| Venette                     | Est   |
| Verberie                    | Est   |
| Verderonne                  | Oust  |
| Verneuil-en-Halatte         | Est   |
| Versigny                    | Est   |
| Vez                         | Est   |
| Vieux-Moulin                | Est   |
| Villeneuve-sur-Verberie     | Est   |
| Villers-Saint-Frambourg     | Est   |
| Villers-Saint-Paul          | Est   |
| Villers-Saint-Sépulcre      | Ouest |
| Villers-sous-Saint-Leu      | Est   |
| Villers-Vermont             | Ouest |
| Vineuil-Saint-Firmin        | Est   |
| Vrocourt                    | Ouest |
| Warluis                     | Ouest |